# Yūshō Takiguchi
Yūshō Takiguchi (滝口悠生, Takiguchi Yūshō) est un auteur japonais né le 18 octobre 1982 à Tokyo. Il est lauréat du prix Akutagawa en 2015 pour son roman Shinde inai mono (死んでいない者).